# Munna gallardoi
Munna gallardoi är en kräftdjursart som beskrevs av Winkler1992. Munna gallardoi ingår i släktet Munna och familjen Munnidae. Inga underarter finns listade i Catalogue of Life.